# Хофманн, Хорст
Хорст Хофманн (нем. Horst Hofmann; 18 января 1919, Кранцаль — 14 июня 1978, Любек) — немецкий подводник, обер-штурман (1 сентября 1943 года).

## Биография
В ноябре 1937 года поступил на службу в ВМФ. В апреле 1938 года переведен в подводный флот и 1 октября 1938 года произведен в ефрейторы.

## Вторая мировая война
В апреле 1939 года направлен для прохождения службы на подлодку U-48, на которой совершил 9 походов, проведя в море 224 суток.
С июля 1941 по март 1943 года служил на подлодке U-134 (7 походов, 265 суток в море, в основном в Арктике и Северной Атлантике).
В сентябре 1943 года окончил навигационную школу. С октября 1943 года — на подлодке U-672 (4 похода, 155 суток в море).
20 мая 1944 года награждён Рыцарским крестом Железного креста.
18 июля 1944 года U-672 была потоплена британским кораблем эскорта «Бальфур», а Хофманн в числе других членов экипажа был взят в плен. 3 года находился в лагере для военнопленных. В октябре 1947 года освобожден.